# ديفيد نيلسون (عسكري)
ديفيد نيلسون (بالإنجليزية: David Nelson)‏ هو عسكري أيرلندي، ولد في 3 أبريل 1886 في مقاطعة موناغان في جمهورية أيرلندا، وتوفي في 8 أبريل 1918 في ليليرس في فرنسا.